# Crotalaria lachnocarpoides
Crotalaria lachnocarpoides là một loài thực vật có hoa trong họ Đậu. Loài này được Engl. miêu tả khoa học đầu tiên.